# Vela (desporto)

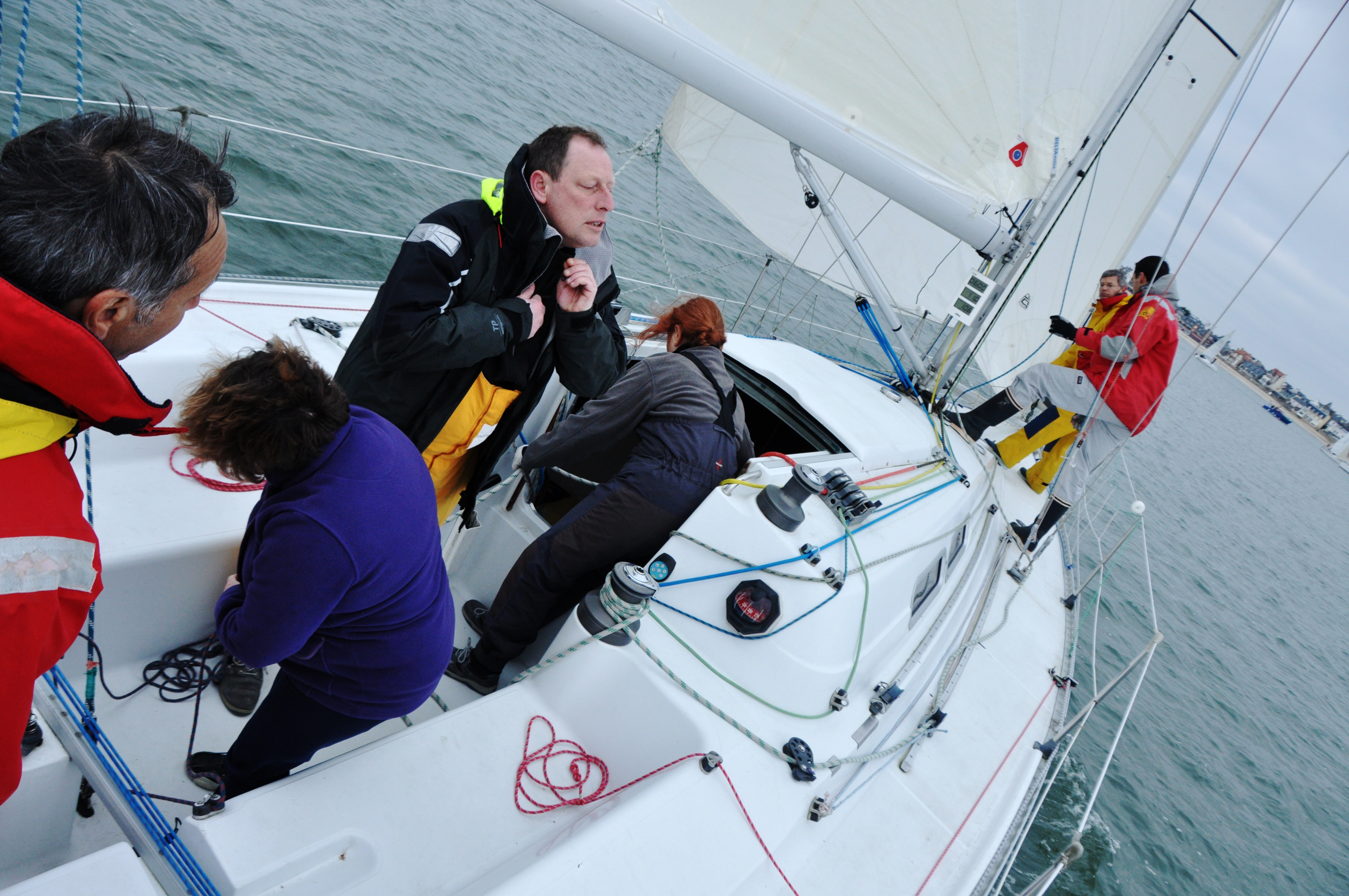
Uma equipe de seis pessoas disputando uma regata em um veleiro em Lorient, na França

Iatismo ou vela é o desporto que envolve barcos movidos exclusivamente por propulsão à vela, onde se emprega somente a força do vento como meio de deslocamento  (ver: Navegação à vela). Genericamente, podemos dividir os barcos à vela em barcos monotipos e em barcos de oceano ou cabinados, consoante a dimensão do barco e a possibilidade de residir a bordo.

## Tipos de velas
O desporto da vela classifica as embarcações segundo diferentes utilizações ou características e das quais se poderia falar de tipo de utilização, de tipo de equipagem e de tipo de casco.

## Tipo de utilização

### Vela ligeira
Os vela ligeira, veleiros ligeiros, com patilhão amovível e para uma equipagem de um máximo de três pessoas.. No Brasil é conhecida também como vela esportiva.

### De cruzeiro
Os barcos de arlon cruzeiros, pequeno cruzeiro, cabinados ou corrida-cruzeiro, por vela de vaga 
servirem às duas utilizações, podem ser tanto  equipados com patilhão fixo ou móvel, para uma equipagem de mais de três velejadores e a partir dos 6 m (20 ft) de comprimento.

### Iate
Os iates, de tamanhos apreciáveis e com todo o tipo de mastreação. No Brasil a palavra iate oficialmente descreve barcos de lazer comprimento igual ou superior a 24 metros . metros de comprimento, apesar de seu uso popular para descrever qualquer barco percebido como luxuoso.

## Tipo de equipagem
O tipo de equipagem refere-se mais à equipagem de um veleiro que depende não só das especificações própria a uma dada classe de veleiro — um Laser ou as exigências de determinadas competições à vela.
Num veleiro ligeiro, o que se ocupa do leme é conhecido por isso como "o leme", pois utiliza a cana de leme, e o que se ocupa do estai por "o proa".
O número da tripulação (equipagem) varia segundo o tipo da embarcação e/ou das regras da prova e assim distinguem-se três tipos.

### Só
Só ou solitário; com um só velejador como no Laser, Optimist ou Moth ou nas provas chamadas em solitário como a Solitaire du Figaro

### Duo
Duo ou a dois; com dois velejadores como no 420, 470, 29er ou 49er ou segundo os regulamentos da prova como por exemplo a Transat em duo ou Transat a dois como também é chamada a Transat Jacques-Vabre

### Equipe
em equipe; como no SB3 ou iates com uma equipagem de três ou mais velejadores

## Tipo de vela
Refere-se à forma, e ao nome porque são conhecida ou às suas características. Ex vela tipo Marconni

## Tipo de competição
As competições à vela incluem os mais diferentes tipos de embarcações, separadas em categorias, conhecidas como classes, podendo ter um ou mais tripulantes. Existem dois tipos principais de competição, a regata e a corrida.
As competições da vela são formadas regatas, quando o percurso a efectuar é identificado com boias. As regatas ainda se podem dividir em dois grandes tipos, a regata em flotilha, com um a participação de vários concorrentes, e o duelo, o "match-racing", como na Taça América.
Existem três tipos comuns de regata, a competição convencional, onde todos os barcos competem entre si. Existe o match-race que é a forma de regata, barco contra barco; com uma contagem de pontos diferente da regata convencional; sendo o match-race mais famoso a America's Cup, que também é a regata e competição esportiva mais antiga do mundo. A terceira e menos comum, normalmente praticada em barcos de monotipo, é a regata em equipe, que consiste em um complexo sistema de pontuação onde as equipes (normalmente separada por Clubes) competem umas contra as outras.
Dentro das regatas, há uma variante a que se chama "regata por etapa", onde cada prova tem lugar num ponto diferente com um tempo de repouso entre cada etapa. É assim o Volta à França à vela ou a Volvo Ocean Race (ex-Withbread), uma volta ao mundo à vela por etapas.

### Corrida
As corridas não são regatas porque os competidores não partem ao mesmo tempo como numa regata.
Neste tipo de competição, as embarcações devem ligar dois pontos com eventual passagem por um ou mais pontos intermédios. Esta competição pode ter lugar com um só marinheiro a bordo, as corridas em solitário como na Solitaire du Figaro, "a dois" como na Transat Jacques-Vabre, ou com vários membros de equipagem.

## Tipo de casco
Em relação ao número de cascos, uma embarcação, veleiro ou não, pode ser chamada de monocasco, quando só tem um casco, ou de multicasco, quando tem mais de um casco, como o trimaran, que tem três.

## Classificação
Normalmente, a cada regata, o barco soma determinado números de pontos de acordo com sua posição de chegada. Vence, a competição, aquele que somar o menor número de pontos ao final da série de regatas. Há há dois métodos na classificação de uma prova, que são os chamados "tempo real", quando se trata de uma prova só com barcos do mesmo tipo (monotipos), e o "tempo compensado", quando, a cada barco, é enfectado um handicap de tempo em função das diferenças de "jauge".

## Navegação à vela
Para orientar a direcção de um barco à vela, usa-se o leme, peça submersa e normalmente ligada ao casco no painel de popa ou próximo deste e na sua posição natural está alinhado ao comprimento da embarcação.
É mudando a direcção do leme que alteramos o rumo ora para bombordo, se o leme (não a cana do leme!) for deslocado para a esquerda, ora para estibordo, se for deslocado para a direita.

### Mareações
- Bolina cerrada: Andar o mais perto possível do vento, velas caçadas totalmente caçadas. Patilhão totalmente para baixo.
- Bolina: Andar perto do vento, mas mais longe do que na bolina cerrada, velas bem caçadas.
- Largo: Vento a entrar pelo lado do barco. Forma mais fácil e rápida de navegar, velas caçadas até metade. Patilhão levantado até metade.
- Largo aberto: Navegar mais afastado do vento, velas mais folgadas do que no largo.
- Popa: Vento ligeiramente de um dos lados da popa, mais fácil manobrar o barco do que á popa rasada, velas bem folgadas.
- Popa rasada: Vento de trás do barco, barco é muito instável, as velas totalmente folgadas. Patilhão totalmente levantado.

## Classes vela ligeira

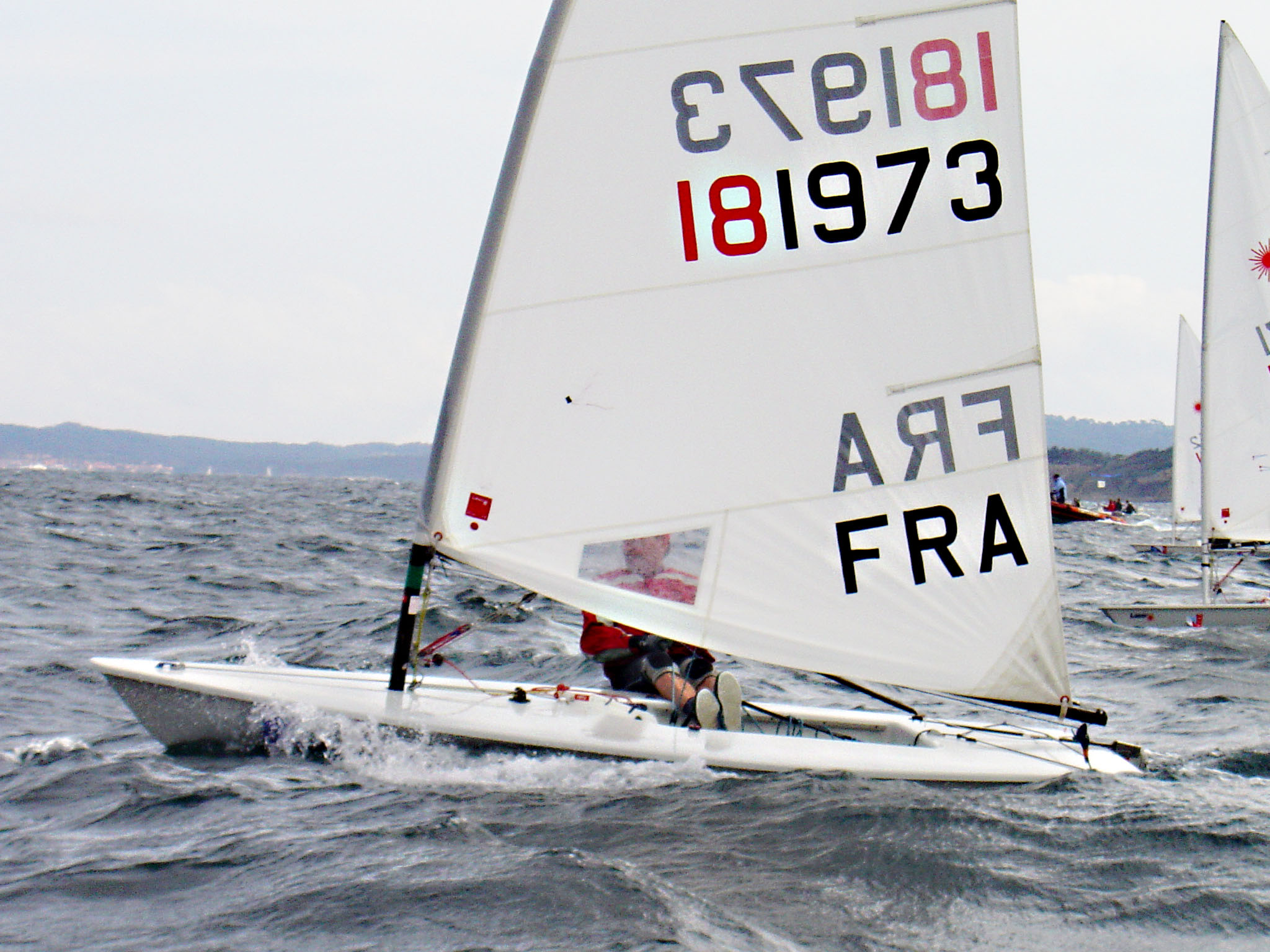
Vela ligeira; Laser

Os vela ligeira são todos monotipos o que quer dizer que só podem ser modificados segundo os regulamentos pré-definidos. São divididos em classes, pelo que, quando se fala de um Laser, estamo-nos a referir ao veleiro e à classe a que pertence. Em Portugal, essa classificação é reconhecida pela Federação Portuguesa de Vela.
Entre outros, podemos designar os veleiros ligeiros para um único velejador como o Laser, para dois velejadores como o 420 ou para mais de dois como o Yngling.

## Velejadores famosos
A vela é um esporte olímpico desde 1900. É uma das modalidades que mais rendeu medalhas olímpicas ao Brasil.

### Olímpicos do Brasil
- Torben Grael, bicampeão olímpico, tetra campeão mundial (Snipe e Star), da Volvo Ocean Race e da Louis Vuitton Cup.
- Robert Scheidt, bicampeão olímpico e 15 vezes campeão mundial (Laser).
- Kahena Kunze, campeã olímpica e mundial (49er FX). Considerada melhor velejadora do Mundo em 2014 junto com sua parceira Martine Grael.
- Maurício Santa Cruz - Santinha - tetracampeão mundial de Vela, campeão olímpico 2014
- Martine Grael, campeã olímpica e mundial (49er FX). Considerada melhor velejadora do Mundo em 2014 junto com sua parceira Kahena Kunze.
- Marcelo Ferreira, bicampeão olímpico e mundial, com participação na Volvo Ocean Race com a equipe Brasil 1.
- Bruno Prada, duas medalhas olímpicas (prata e bronze) e tetracampeão mundial (Star).
- Eduardo Penido, campeão olímpico (470).
- Marcos Soares,  campeão olímpico (470).
- Daniel Adler, medalhista olímpico de prata (Soling) junto com Ronaldo Senfft e Torben Grael.
- Ronaldo Senfft, medalhista olímpico de prata (Soling) junto com Daniel Adler e Torben Grael.
- Lars Björkström, campeão olímpico (Tornado) junto com Alexandre Welter.
- Alexandre Welter, campeão olímpico (Tornado) junto com Lars Björkström.
- Clinio Freitas, medalhista de bronze (Tornado) junto com Lars Grael.
- Kiko Pelicano, medalhista de bronze (Tornado) junto com Lars Grael.

### Olímpicos de Portugal
- Joaquim Fiúza, decano da vela olímpica portuguesa (nascido em 1908), medalhista de bronze (Star) com Francisco de Andrade.
- Francisco de Andrade, medalhista de bronze (Star) com Joaquim Fiúza.
- Hugo Rocha, medalhista de bronze (470) com Nuno Barreto.
- Nuno Barreto, medalhista de bronze (470) junto com Hugo Rocha.
- Mário Quina, professor catedrático de Medicina da Universidade Nova de Lisboa, medalhista de prata (Star) com seu irmão José Manuel Quina.
- José Manuel Quina, medalhista de prata (Star) com seu irmão Mário Quina.

## Regatas de Nível Mundial

### Oceânicas
- America's Cup
- Mini-Transat
- Rolex Ilhabela Sailing Week
- Rolex Middle Sea Race
- Transpacific
- Vendée Globe
- Volvo Ocean Race
- Clipper Round The World Race